# 인지인류학
인지인류학(Cognitive Anthropology)은 문화 인류학 및 생물학적 인류학 내의 접근 방식으로, 학자들은 종종 인지 과학 (특히 실험 심리학 및 인지심리학)의 방법과 이론을 사용하여 공유 지식, 문화 혁신 및 시간과 공간에 따른 전달 패턴을 설명하려고 한다. 역사가, 민족지학자, 고고학자, 언어학자, 음악학자 및 문화 형태의 설명 및 해석 에 종사하는 기타 전문가와의 긴밀한 협력을 통하여 연구한다. 인지 인류학은 다른 그룹의 사람들이 알고 있는 것과 그들이 무의식적으로 생각하는 의미에서 암묵적인 지식이 사람들이 주변 세계를 인식하고 관계하는 방식을 어떻게 변화시키는지에 관심이 있다. 
인지인류학은 1950년대 북미의 언어 인류학자들이 인지적 보편성을 식별하거나 가정하려는 노력이 아니라 문화적 맥락에서 인지에 접근하려는 노력을 주도하면서 언어와 사고 사이의 관계를 이해하기 위한 노력의 일환으로 생겨났다. 
인지인류학은 1950년대 말 미국 인류학에 등장한 새로운 민족지학 또는 민족과학 패러다임 아래서 현재의 인류학 패러다임이 되었다. 
인지인류학은 민속 분류학, 언어와 사고의 상호 작용, 문화 모델을 포함한 다양한 영역을 연구한다. 

## 참고 문헌
- Brown, Penelope (2006), 〈Cognitive anthropology〉,   Jourdan, Christine; Tuite, Kevin, 《Language, Culture and Society: Key topics in Linguistic Anthropology》, Cambridge University Press, 96–114쪽
- D'Andrade, Roy (1995), 《The Development of Cognitive Anthropology》, Cambridge: Cambridge University Press
- Levinson, Stephen C. (2009). 〈Cognitive Anthropology〉.   Senft, Gunter; Östman, Jan-Ola; Verschueren, Jef. 《Culture and Language Use》 (영어). John Benjamins Publishing. 50–58쪽. ISBN 978-90-272-0779-1.